# Ci (Buchstabe)
Ci ڞ ist ein arabischer Buchstabe, der Bestandteil des erweiterten arabischen Alphabetes der Xiao’erjing-Schrift zur Schreibung des Chinesischen ist. Er ist abgeleitet vom arabischen Buchstaben Dad (ض) durch die Hinzufügung zweier weiterer Punkte.
Der Lautwert des Buchstaben im Chinesischen ist eine aspirierte stimmlose alveolare Affrikate (IPA: [tsʰ], Pinyin: c).
| Unicode Codepoint | U+069E                                  |
| Unicode-Name      | Arabic letter sad with three dots above |